# Kaitanivka, Radomîșl
Kaitanivka (în ucraineană Кайтанівка) este un sat în comuna Pîlîpovîci din raionul Radomîșl, regiunea Jîtomîr, Ucraina.

## Demografie
Componența lingvistică a localității Kaitanivka
     Ucraineană (100%)
Conform recensământului din 2001, toată populația localității Kaitanivka era vorbitoare de ucraineană (100%).